# Eriococcus laeticoris
Eriococcus laeticoris är en insektsart som först beskrevs av Tereznikova 1965.  Eriococcus laeticoris ingår i släktet Eriococcus och familjen filtsköldlöss. Inga underarter finns listade i Catalogue of Life.